# Mounten
Mounten is anglicistisch jargon voor het beschikbaar maken en aankoppelen van opslagmedia voor een besturingssysteem. In de vroege jaren van de computertechniek werden vaak verwisselbare opslagmedia zoals harddiskpacks of magnetische tapes gebruikt, deze moesten na fysiek laden ook nog softwarematig beschikbaar gemaakt worden. Hiervoor was de opdracht mount of een equivalent daarvan beschikbaar.

## Mountpoint
Een mountpoint is een directory waarop een bestandssysteem kan worden gemount. Voordat een bestandssysteem kan worden gemount, moet het mountpoint als directory bestaan. Zodra een bestandssysteem is gemount op een mountpoint, is die directory bezet door dat bestandssysteem.
In de mountpointdirectory kunnen bestanden staan, voordat er een bestandssysteem op is gemount. Zodra er een bestandssysteem op wordt gemount, zijn de bestanden in de oorspronkelijke toestand van de mountpointdirectory niet meer zichtbaar. Na het unmounten van het bestandssysteem op dat mountpoint wordt de oorspronkelijke toestand van de mountpointdirectory weer zichtbaar.

## Mounten en unmounten
Onder Unix en aanverwante systemen is het gevolg van mounten het invoegen van een of meer directory's in een directorystructuur. 
Dit kan automatisch gebeuren tijdens het opstarten van een systeem of automatisch tijdens het draaien van het systeem. Men kan ook handmatig mounten, zoals een cdrom.
Zodra het mounten is gelukt, is het gemounte bestandssysteem bereikbaar vanaf dat mountpoint. Om de koppeling tussen het mountpoint en het desbetreffende bestandssysteem te verbreken, dient het te worden geunmount. Dit kan alleen gebeuren als dat bestandssysteem niet meer in gebruik is door andere programma's. Ook een gebruiker die zich in een directory van het aangekoppelde bestandssysteem bevindt, houdt het gemounte bestandssysteem bezet. Met het shellcommando pwd kan de gebruiker uitvinden wat diens huidige directory is. Geopende bestanden in het te unmounten bestandssysteem dienen dus te worden gesloten en gebruikers dienen zich naar een andere directory te begeven om het bestandssysteem succesvol te kunnen unmounten. In de regel is alleen de superuser in staat bestandssystemen te mounten en te unmounten.
Voorbeeld van een mount-commando:
```
$ mount /dev/sda14 /multimedia
```

Voorbeeld van een umount-commando:
```
$ umount /home
```

- N.B.: Het commando om te kunnen unmounten luidt: umount; na de 'u' volgt geen 'n', het is namelijk altijd gebruikelijk geweest om commando's te verkorten.

Onder VMS zijn de commando's "MOUNT" en "DISMOUNT".

## /etc/fstab
Mountpoints worden typisch in het bestand /etc/fstab gedefinieerd. Dit bestand is een tabel die per regel aangeeft welk bestandssysteem op welk mountpoint kan worden gemount en welke karakteristieken bij dat bestandssysteem behoren. Hierop bestaan uitzonderingen, zoals de swapspace en disklabels: swapspace kent geen mountpoint, maar er dient wel een bestandssysteem te worden gespecificeerd, bij een disklabel dient wel een mountpoint te worden gespecificeerd, maar de aanduiding van het bestandssysteem is symbolisch (bijvoorbeeld: "LABEL=/boot").
De indeling van dit bestand is als volgt:
```
<bestandssysteem>           <mountpoint>            <type>  <options>  <dump> <pass>
```

Een voorbeeld van de inhoud van dit bestand:
```
LABEL=/                 /                       ext3    defaults        1 1
LABEL=/boot             /boot                   ext3    defaults        1 2
/dev/devpts             /dev/pts                devpts  gid=5,mode=620  0 0
/dev/shm                /dev/shm                tmpfs   defaults        0 0
/dev/sda5               /home                   ext3    defaults        1 2
/dev/proc               /proc                   proc    defaults        0 0
/dev/sys                /sys                    sysfs   defaults        0 0
/dev/sda12              /tmp                    ext3    defaults        1 2
/dev/sda6               /usr                    ext3    defaults        1 2
/dev/sda7               /var                    ext3    defaults        1 2
/dev/sda2               swap                    swap    defaults        0 0
/dev/sda10              /iso                    ext2    defaults        0 0
server4:/pub            /server4                nfs     bg              0 0
/dev/hda                /media/cdrom            auto    pamconsole,exec,noauto,managed 0 0
/dev/sdb1               /media/usbdisk          ext3    pamconsole,exec,noauto,managed 0 0
```